# Hydraena regimbarti
Hydraena regimbarti är en skalbaggsart som beskrevs av Zaitzev 1908. Hydraena regimbarti ingår i släktet Hydraena och familjen vattenbrynsbaggar. Inga underarter finns listade i Catalogue of Life.